# Fărcaș
Fărcaș là một xã thuộc hạt Dolj, România. Dân số thời điểm năm 2002 là 3663 người.